# حیات وحش سیرالئون

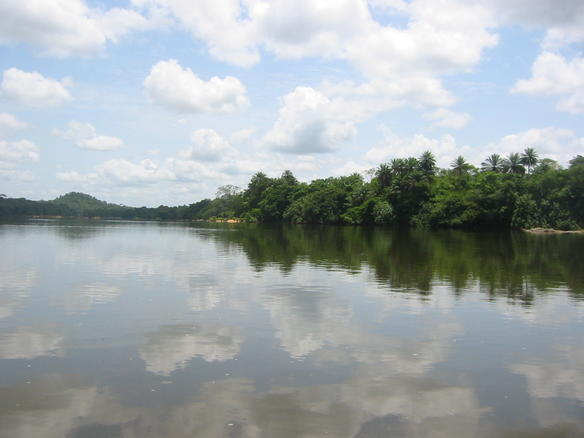
رودخانه موا در سیرالئون

حیات وحش سیرالئون به‌دلیل وجود انواع مختلف زیستگاه‌ها در این کشور بسیار گوناگون است. سیرالئون جایگاه حدود ۲۰۹۰ گونه از آوندداران شناخته‌شده، ۱۴۷ گونه از پستانداران، ۱۷۲ گونه پرنده، ۶۷ گونه خزنده شناخته‌شده، ۳۵ گونه دوزیست و ۹۹ گونه شناخته‌شده ماهی است.

## پستانداران
تقریباً ۱۴۷ گونه از پستانداران وحشی شناخته‌شده در سیرالئون زندگی می‌کنند. اعضای چهارده راسته از جفت‌داران در این کشور سکونت دارند. اسب آبی کوتوله در معرض انقراض دارای قلمروهایی اطراف جزیره‌های رود موئا است و در ناحیه جنگل گولا پراکندگی گسترده دارد.
۱۵ گونه از نخستی‌سانان در سیرالئون تشخیص داده شده‌اند که شامل شب‌دوست، میمون‌ها و یک کپی بزرگ، شامپانزه معمولی هستند که بزرگ‌ترین نخستی‌سان سیرالئون است.
گونه‌های متعددی از نهنگ و گاو دریایی آفریقایی در آب‌های سیرالئون وجود دارند. گاو دریایی گونه‌ای در حال انقراض است و در رودها و پای‌رودهای سیرالئون به‌ویژه اطراف شهر بونته زندگی می‌کند.
پستانداران یافت‌شده در سیرالئون شامل اینها هستند:
- اسب آبی
- فیل بیشه آفریقایی
- گورگوزن
- آهوچه
- گاومیش جنگلی آفریقایی
- میمون دیانا
- پلنگ آفریقایی
- بابون زیتونی
- بابون گینه‌ای
- شامپانزه غربی
- کل آب‌دوست
- شست‌بریده سرخ غربی
- شست‌بریده‌های سرخ
- میمون سبز
- گراز سرخ رودخانه
- زگیل‌داران
- شست‌بریده‌های سیاه‌وسفید
- اسب آبی کوتوله
- یوزگربه
- سگ وحشی آفریقایی